# Leende dansmusik 91
Leende dansmusik 91 är ett studioalbum från 1991 av det svenska dansbandet Matz Bladhs.

## Låtlista
1. Tusen fåglars sång (Peter Bergqvist-Hans Backström)
2. Landsvägens cowboy (Martin Klaman-Hans Skoog)
3. En kärleksaffär (It Started with a Love Affair) (Tim Norell-Oson-Alexander Bard-Keith Almgren)
4. Vem vet (Gary Sulsh-Stuart Leathwood-Barrie Guard-Ingela Forsman)
5. Alla stunder (Göran Lindberg)
6. Sju ensamma kvällar (Seven Lonely Days) (Earl Shuman-Marshall Brown-Tommy)
7. Segla ut på öppna vatten (Hans-Lennart Rask-Monica Forsberg)
8. Låt kärleken slå rot (Ted & Kenneth Gärdestad)
9. Du och jag (Per Martin Hamberg-Anita Hallden)
10. Hej lilla flicka (Little Devil) (Neil Sedaka-Keith Almgren)
11. Violer och rosor (Kenth Larsson-Grethel Olsson)
12. På väg hem igen (Patrik Ehlersson-Stig-Arne Larsson)
13. Säg ja till kärleken (Lennart Clerwall)
14. Som barn igen (Björn Terje Bråthen-Per Hermansson)